# Бортовое питание

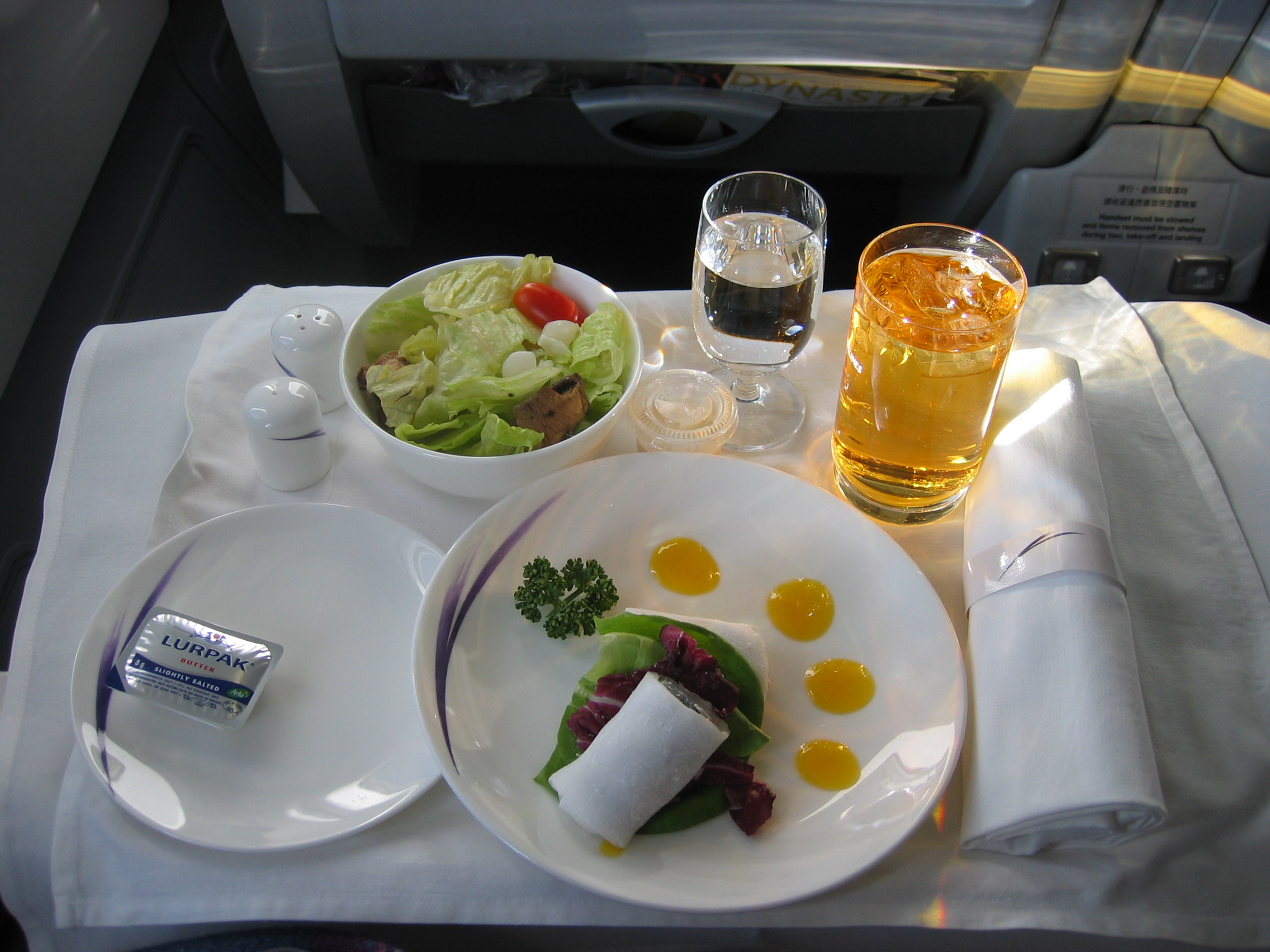
Закуска в бизнес-классе China Airlines

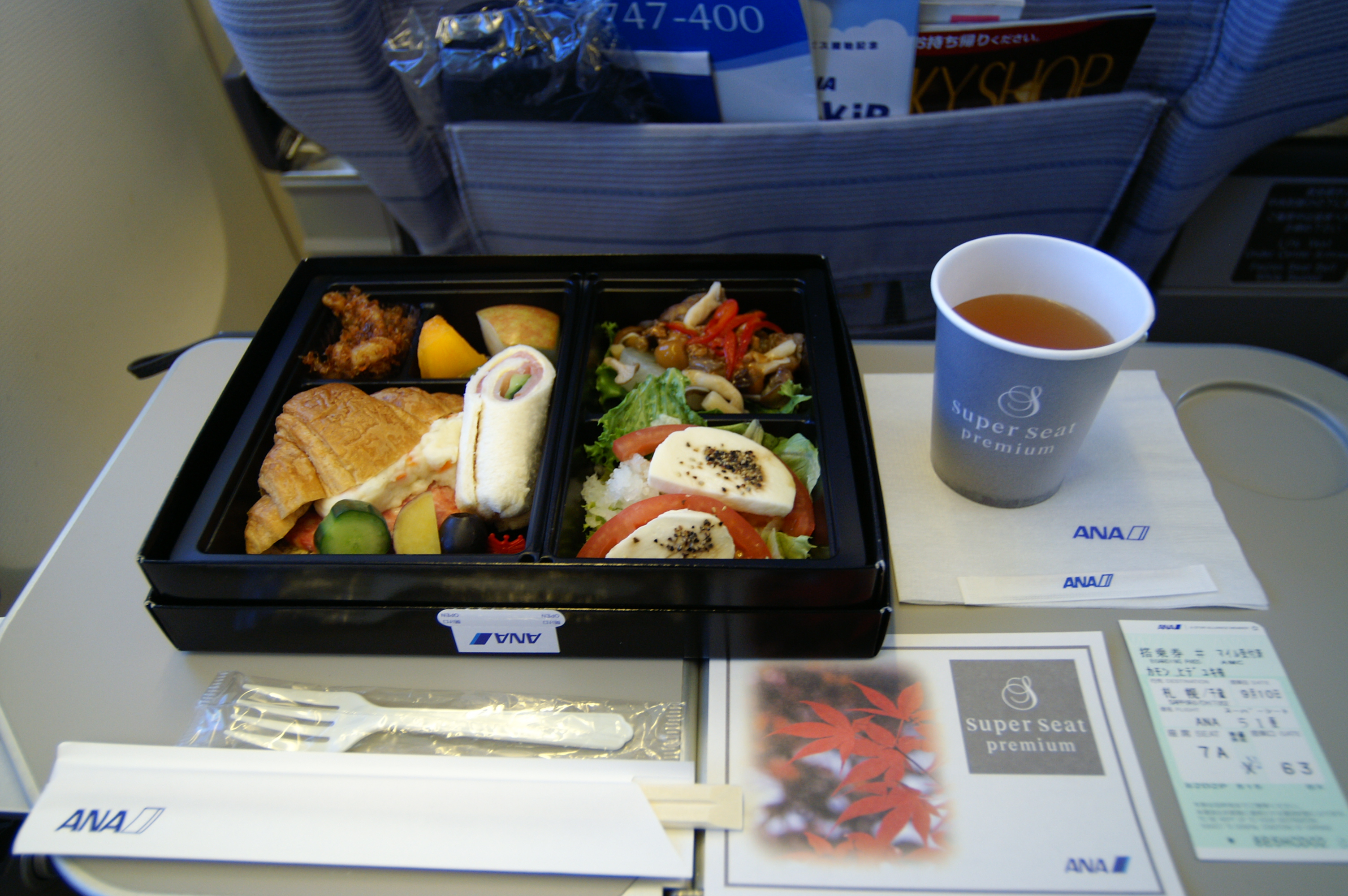
Завтрак на рейсе All Nippon Airways

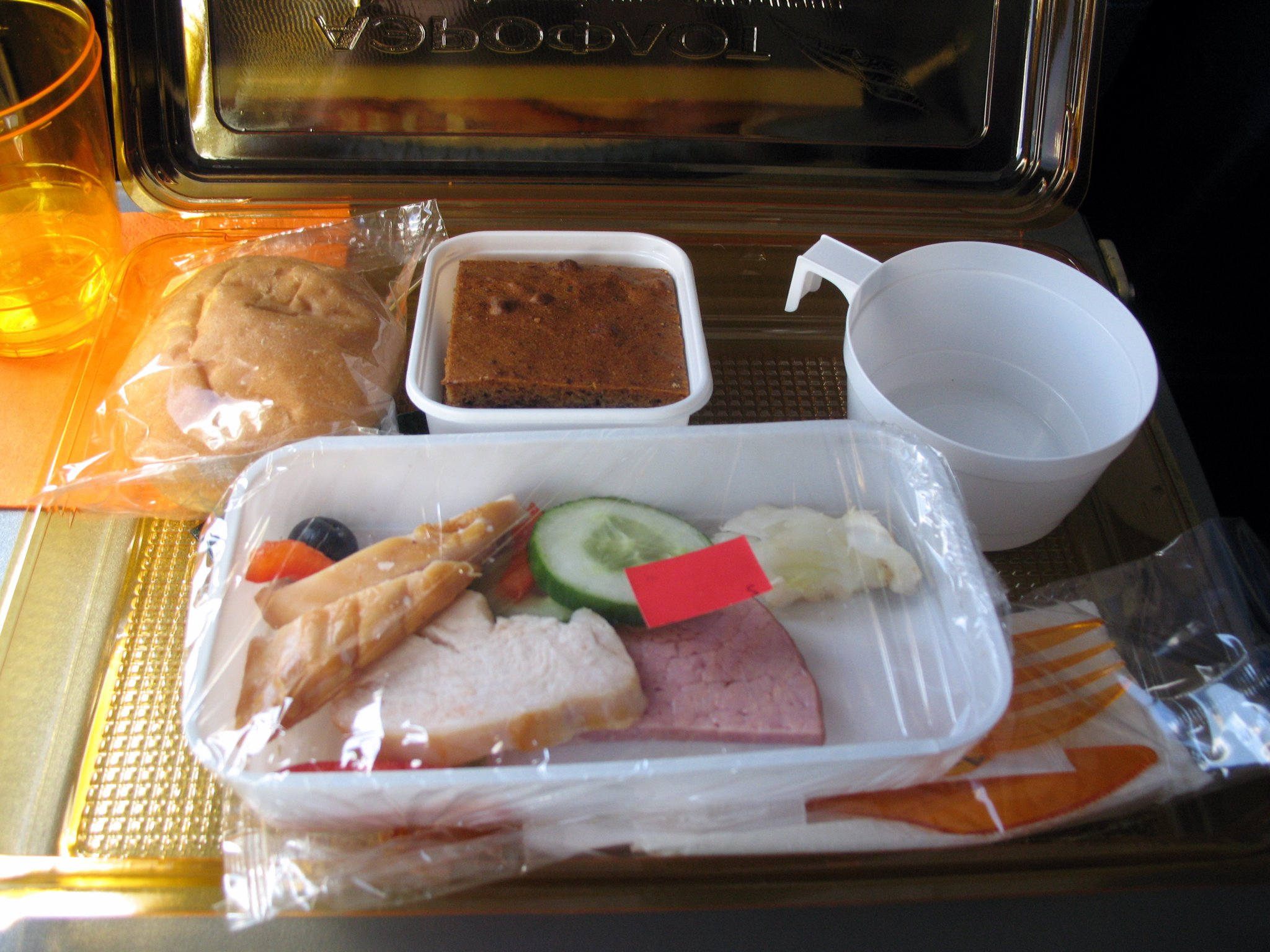
Завтрак на коротких рейсах «Аэрофлота». 2007

Бортовое питание (авиационное питание) — еда и напитки, предлагаемые пассажирам на борту во время авиаперелёта. Обычно его стоимость включена в стоимость авиабилета. Меню бортового питания формируется с учётом продолжительности и направления рейса, времени вылета и прибытия. Некоторые продукты питания и напитки непригодны для использования на борту самолёта на высоте 10 тыс. метров. Обслуживание питанием на борту имеет свои особенности по причине дефицита пространства.

## История
Первые регулярные пассажирские авиаперевозки на рубеже 1910—1920-х годов осуществлялись на винтовых самолётах на небольших скоростях и высоте, и в условиях турбулентности питание на борту представляло бы опасность. Кухонь на борту не было, рейсы разбивались на этапы, а пассажиры имели возможность подкрепиться во время посадок в наземных ресторанах. В 1920-е годы коммерческие авиакомпании стали предлагать своим пассажирам на борту бутерброды с чаем или кофе из термосов. К 1930-м годам самолёты стали надёжнее, летали выше и дальше, а в более комфортных условиях авиапассажиры, избавившись от стресса и страха перед полётом, уже вспоминали о еде, и на борту в это время появились первые приспособления для разогрева готовой пищи. Первой в бортовом меню появилась жареная курица. Авиакомпании также активно предлагали пассажирам бесплатные сигареты. С появлением в авиакомпаниях подразделений, специализирующихся на поставке питания для авиапассажиров, началась эра бортового питания.
После Второй мировой войны авиатранспорт поднялся на новый уровень развития: новые большие и комфортабельные пассажирские самолёты с реактивными двигателями позволяли невиданно быстро и комфортно перемещаться на большие расстояния. В них к 1950-м годам уже повсеместно были оборудованы мини-кухни и имелись площади для хранения рационов. Стоимость билетов у всех авиакомпаний в Европе и США была приблизительно одинаковой, и в этих условиях вкусное бортовое питание превратилось в конкурентное преимущество. Пассажиров всех классов обслуживания на борту в то время кормили одинаково: икрой, салатами с лобстерами и мясными закусками. Пассажиры зачастую выбирали ту авиакомпанию, где кормили вкуснее. С внедрением систем скидок на авиабилеты качество бортового питания ухудшилось, деликатесы остались только в меню первого класса. В 1960-е годы бортовое питание повсеместно стали сервировать в стерильных алюминиевых контейнерах — касалетках.

## Виды бортового питания
В условиях высоких скоростей подъёма и движения на современном авиатранспорте бортовое питание рассматривается как необходимость: еда позволяет человеку легче справиться с высотным метеоризмом и снять естественное беспокойство. Количество пищи зависит от дальности полёта. На авиарейсах небольшой продолжительности, не позволяющих сервировать горячие блюда, как правило, предлагаются лёгкие холодные закуски, а также орешки и солёные палочки в индивидуальной упаковке. На рейсах малой дальности предлагаются горячие и прохладительные напитки. Обычно при бронировании авиабилета пассажирам предоставляется возможность выбрать специальное питание.
Бортовое питание, приготовляемое специальными кейтеринговыми компаниями, на борту подогревается горячим паром. Часто оно проходит заморозку после приготовления и размораживается перед самым рейсом. С одной стороны, качество бортового питания постоянно повышается ввиду высокой конкуренции между её производителями. С другой стороны, вследствие давления цен низкобюджетные авиакомпании всячески пытаются его «упростить».
Качество и выбор питания различаются в зависимости от авиакомпании, продолжительности полёта и класса бронирования. Меню и сервировка питания в первом и бизнес-классе обычно отличается от меню экономкласс. Обычно бортовое питание подаётся в первом и бизнес-классах в фарфоровой посуде и стеклянных стаканах, а не одноразовой посуде из пластика и картона. В первом классе часто в сервировке присутствует скатерть.
Большинство регулярных авиакомпаний предлагают пассажирам бесплатную услугу предварительного заказа специального питания на борту, приготовленного в соответствии с определёнными требованиями: диабетическое, низкокалорийное, вегетарианское, мусульманское, кошерное, постное индийское и т. д.

## Коды авиапитания
| AVML | Asian Vegetarian Meal     | азиатское вегетарианское питание с рисом (индийский вариант)                |
| BBML | Infant/Baby Meal          | питание для младенцев до 2 лет                                              |
| BLML | Bland/Soft Meal           | питание без пряностей с мягким вкусом                                       |
| CHML | Childs Meal               | детское питание                                                             |
| DBML | Diabetic Meal             | диабетическое питание                                                       |
| FFML | Frequent Flyer Meal       | персональное питание для часто летающих пассажиров                          |
| FPML | Fruit Platter (Meal)      | фруктовое ассорти                                                           |
| FSML | Fish Meal                 | питание из рыбы                                                             |
| GFML | Gluten Free Meal          | безглютеновое питание                                                       |
| HFML | High Fibre Meal           | питание, богатое клетчаткой                                                 |
| HNML | Hindu Meal                | индуистское питание                                                         |
| JNML | Jain Meal                 | джайнистское вегетарианское питание, овощи и фрукты, не растущие под землёй |
| KSML | Kosher Meal               | кошерное питание                                                            |
| LCML | Low Calorie Meal          | малокалорийное питание                                                      |
| LFML | Low Cholesterol Meal      | обезжиренное питание                                                        |
| LPML | Low Protein Meal          | низкобелковое питание                                                       |
| LSML | Low Sodium Meal           | малосолевое питание                                                         |
| MOML | Moslem Meal               | халяльное питание                                                           |
| NLML | Non-Lactose Meal          | безлактозное питание                                                        |
| NSML | No Salt Meal              | бессолевое питание                                                          |
| ORML | Oriental Meal             | восточное китайское питание (китайский вариант)                             |
| PRML | Low Purin Meal            | низкопуриновое питание                                                      |
| RVML | Raw Vegetarian Meal       | вегетарианское сыроедческое питание                                         |
| SFML | Sea Food Meal             | питание из рыбы и морепродуктов                                             |
| SPML | Special Meal              | специальное питание на заказ                                                |
| VGML | Vegetarian Meal Non Dairy | вегетарианское безмолочное питание (веганское)                              |
| VLML | Vegetarian Meal Lacto Ovo | оволактовегетарианское питание                                              |
| WVML | Western Vegetarian Meal   | вегетарианское питание (европейский вариант)                                |